# Dynastia heraklijska
Dynastia heraklijska – zwana też Afrykańską – dynastia władająca Cesarstwem Bizantyjskim w latach 610–711. Wywodziła się od Herakliusza – egzarchy afrykańskiego z Kartaginy i potomka rodziny arystokratycznej z Kapadocji. Jego syn – również Herakliusz – został w 610 cesarzem bizantyńskim. Ich panowanie charakteryzuje się problemami religijnymi (monoteletyzm) i ekspansją Arabów.

## Cesarze Bizantyńscy
- Herakliusz: 610–641
- Konstantyn III: 641
- Herakleonas: 641
- Konstans II: 641–668
- Konstantyn IV: 668–685
- Justynian II Rhinotmetos: 685–695 i 705–711
- Tyberiusz IV (współcesarz): 706–711